# Grundschule am Lindenplatz Nauen
Die Grundschule am Lindenplatz Nauen ist eine von drei Grundschulen in der Trägerschaft der Stadt Nauen im brandenburgischen Landkreis Havelland.

## Gebäude
Das Schulgebäude in der Berliner Straße 16 steht unter Denkmalschutz. Es ist ein zweigeschossiges geklinkertes Bauwerk aus dem Jahr 1858 mit einem dreigeschossigen Mittelrisaliten, einem Dreiecksgiebel und Satteldach. Aus der gleichen Zeit stammt die ebenso geklinkerte eingeschossige Turnhalle nordöstlich der Schule. Sie hat auch ein Satteldach und ist wie das Schulhaus denkmalgeschützt.

## Geschichte
Die Schule wurde 1857/1858 als Knabenschule errichtet und wird daher auch „Alte Knabenelementarschule“ genannt. Bis ins Jahr 1916 war sie Realgymnasium für Jungen, danach wurde sie in eine Berufsschule umgewandelt und so bis 1990 genutzt. Anschließend diente sie zwei Jahre lang als Zweigstelle der hiesigen Gesamtschule. 1993 wurde die Grundschule in ihrer heutigen Form gegründet.

## Pädagogisches Konzept und Schulprogramm
Die Bildungseinrichtung sieht sich selbst als offene und innovative Schule, die sich dem bewegten Lernen verpflichtet hat. Ziel ist die Vermittlung von Lernmethoden, die die Schüler zum selbstständigen Lernen befähigen. Alle Klassen- und Fachräume verfügen über Smartboards, sodass an der Schule auf Kreide verzichtet werden kann.

## Lehrangebot
Der Unterricht beginnt täglich um 7:30 Uhr, womit er früher startet als im Regelfall vorgesehen ist. In den Klassen 1 und 2 endet der Unterrichtstag im Normalfall um 11:10 Uhr, einmal pro Woche erst um 12:10 Uhr. Die Schule nutzt hierbei ein Blocksystem. Unterrichtet werden die Klassen in allen üblichen Unterrichtsfächern der Primarstufe. In jeder Jahrgangsstufe werden eine oder zwei Parallelklassen gebildet.

## Arbeitsgemeinschaften
Neben einigen mathematischen Veranstaltungen wie dem Känguru- oder Pangeawettbewerb bietet die Schule die Arbeitsgemeinschaften Tischtennis und Volleyball an.